# Telewizja Polska
Telewizja Polska (Télévision polonaise, abrégé en TVP) est le groupe de télévision publique polonaise.

## Chaînes
| Logo | Nom                         | DVB-T    | Description                                                                |
| ---- | --------------------------- | -------- | -------------------------------------------------------------------------- |
|      | TVP 1 (HD)                  |          | Première chaîne de la TVP.                                                 |
|      | TVP 2 (HD)                  |          | Deuxième chaîne de la TVP.                                                 |
|      | TVP 3 (HD)                  |          | Chaîne de télévision régionale, émet également avec 16 décrochages locaux. |
|      | TVP Info (HD)               |          | Chaîne d'information en continu.                                           |
|      | TVP Dokument (HD)           |          |                                                                            |
|      | TVP Kobieta (HD)            |          |                                                                            |
|      | TVP Nauka (HD)              |          |                                                                            |
|      | TVP Kultura (HD)            |          | Produit des événements culturels et des films.                             |
|      | TVP Kultura 2               |          |                                                                            |
|      | TVP Historia                |          | Diffuse des documentaires historiques.                                     |
|      | TVP Historia 2              |          |                                                                            |
|      | TVP Rozrywka (HD)           |          | Émissions de divertissement (jeux télévisés, cabarets, concerts).          |
|      | TVP ABC (HD)                |          | Produit des dessins animés et films pour enfants.                          |
|      | TVP ABC 2                   |          |                                                                            |
|      | Alfa TVP                    |          |                                                                            |
|      | TVP Seriale                 |          | Rediffusion de feuilletons et séries.                                      |
|      | TVP Sport (HD)              |          | Diffuse des événements sportifs.                                           |
|      | TVP HD                      |          | Diffuse en haute définition des programmes de toutes les chaînes.          |
|      | TVP Polonia (HD)            |          | Chaîne de télévision pour les Polonais vivant à l'étranger.                |
|      | Bielsat TV / Belsat TV (HD) | Étranger | Chaîne de télévision pour les Biélorusses.                                 |
|      | TVP Parlament               |          | Chaîne de télévision parlementaire sur Internet.                           |
|      | TVP Wilno                   |          |                                                                            |
|      | TVP World                   |          | Chaîne d'information en continu sur Internet en anglais.                   |

## Histoire
La télévision polonaise commence à émettre en 1937. Détruite par les Allemands, elle redémarre après-guerre en 1952 avec une chaîne en noir et blanc. En 1970, apparaît TVP 2, toujours en noir et blanc, et la première chaîne devient TVP 1. La couleur (système SECAM) apparaît entre 1975 et 1980. TVP 3, une chaîne régionale (devenue TVP Info), est créée en 1989. 
Après la fin du régime communiste, la radio est séparée de la télévision publique par une loi du Parlement en 1992 qui crée Telewizja Polska Spółka Akcyjna, société de droit commercial contrôlé par l'État. En 1993, apparaît TV Polonia, première chaîne sur le satellite. Par la suite, TVP Kultura, chaîne diffusant principalement des films polonais anciens et des documentaires, apparaît en 2005, suivie l'année suivante par TVP Sport, chaine diffusant du sport, et TVP Historia, diffusant des documentaires précédemment sur TVP Kultura. En 2008, TVP HD, chaîne en HD qui diffuse une sélection de programmes de toutes les autres chaînes voit le jour sur le bouquet satellite N, puis sur tous les bouquets polonais et la TNT.
En décembre 2015, le nouveau gouvernement formé par le parti Droit et justice fait adopter au Parlement une loi controversée attribuant au ministre du Trésor le pouvoir de nommer les dirigeants des médias publics, ce qui entraîne la démission des responsables en place. TVP devient une chaine de propagande au service du pouvoir en place.
Le 20 décembre 2023, après la défaite de Droit et justice aux élections législatives du mois d'octobre, le nouveau gouvernement de Donald Tusk procède à un renouvellement des instances dirigeantes de l'audiovisuel public.

## Programmes
En dehors des deux premières chaînes (TVP 1 et TVP 2) et de leur déclinaison internationale (TVP Polonia) qui sont des chaînes de télévision généralistes (films, séries, dessins animés et informations), la compagnie produit diverses chaînes thématiques telles que TVP Info (information en continu et reportages, avec des décrochages régionaux), TVP Sport (retransmissions sportives) et TVP Historia (documentaires, débats et images d'archives).
Les séries diffusées sur les diverses chaînes du réseau TVP sont notamment : Czterej pancerni i pies (Quatre tankistes et un chien, 1966-1970), Klan (Le Clan, diffusé sans interruption depuis 1997), Święta wojna (Bercik et ses amis depuis 1999), Plebania (Le Presbytère, depuis 2000), M jak miłość (A comme l’Amour, depuis 2000), Na dobre i na złe (Pour le meilleur et pour le pire, série en milieu hospitalier diffusée sans interruption depuis 1999), Ojciec Mateusz (Le père Mateusz, adaptation du feuilleton italien Un sacré détective (Don Matteo), depuis 2008), Ranczo (histoire d'une Américaine d'origine polonaise revenue dans un village où elle bouleverse les habitudes du maire laïcard et de son frère jumeau le curé, depuis 2006) ou Złotopolscy (La famille Złotopolski, de 1998 à 2010).